# Schaatsen
Schaatsen is het zich voortbewegen op dunne, rechte ijzers (schaats) over ijs. Schaatsen kan zowel op natuur- als op kunstijs beoefend worden.

## Geschiedenis

### Prehistorie

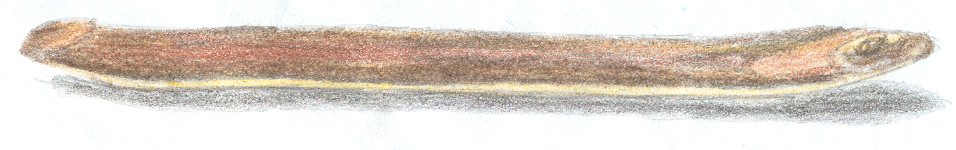
Een tekening van een glis

Uit vondsten blijkt dat de mens in de prehistorie al probeerde om ijsvlakten sneller over te steken. Hiervoor gebruikte men schaatsen gemaakt van dierlijke botten. Deze werden geslepen totdat het oppervlak glad genoeg was. Schaatsen was toen nog vooral een kwestie van glijden. De allereerste schaatsen worden daarom glissers genoemd; glis, is een rib of een middenvoetsbeen van een rund, paard of hert. De glissers werden voorzien van gaten en met pezen of palingvellen aan de voet bevestigd. Archeologen hebben op de bodem van een Zwitsers meer resten van dergelijke schaatsen gevonden, die gedateerd zijn op ongeveer 3000 jaar v.Chr. Daarnaast werden er gelijksoortige vondsten gedaan in onder meer Rusland, Scandinavië, Groot-Brittannië, Nederland, en Duitsland.

### Middeleeuwen

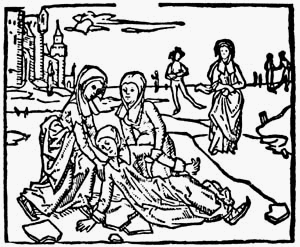
Lidwina's val in Johannes Brugmans heiligenleven over Lidwina

In 1194 schreef een klerk (William Fitzstephen) een biografie over Thomas Becket, waarin een beschrijving voorkwam van enkele populaire sporten in Londen, waaronder schaatsen.

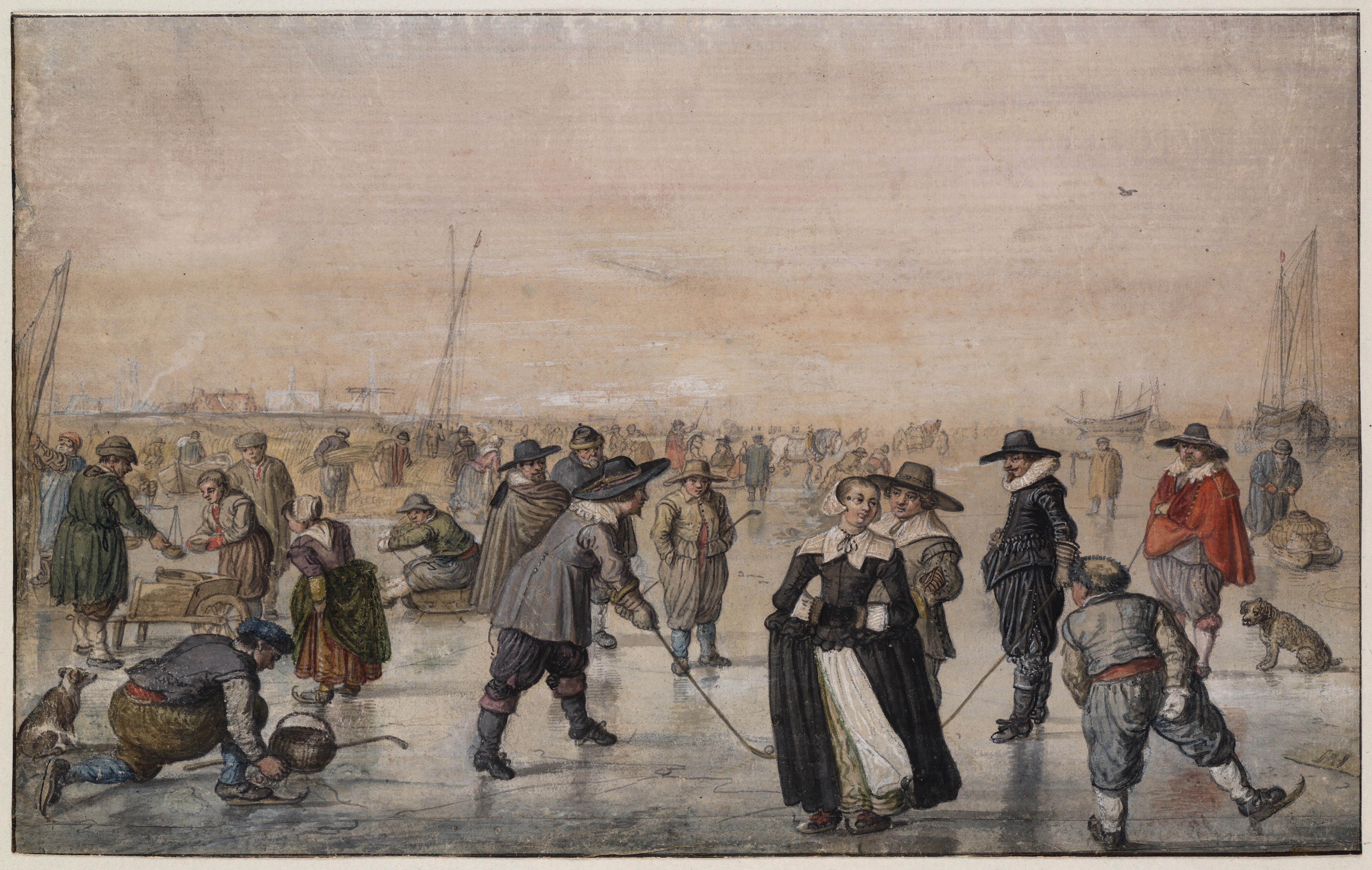
Het schilderij IJsvermaak van Hendrick Avercamp.

Voordat men in Nederland en België het woord schaats gebruikt, werd het voorwerp al eeuwen gebruikt. De bakermat van het schaatsen in de lage landen ligt in Holland en Vlaanderen. In deze contreien ontwikkelde de schaats zich van een eenvoudig bot tot een constructie met een ijzeren mes waarop men zich snel kan voortbewegen. De oudste vondsten van schaatsen dateren van rond 1225 uit Dordrecht en Amsterdam. Uit Vlaanderen zijn zelfs nog oudere afbeeldingen te vinden. In andere gedeelten van Nederland zoals Friesland bleef men nog eeuwen op botjes schaatsen. Over de naam die men destijds aan de schaats gaf is nog geen duidelijkheid. Mogelijk noemde men schaatsen "ijzers" of een variant daarop. In de Tweede Martijn van Jacob van Maerlant sprak hij over een "iserne schoen", oftewel een ijzeren schoen. In dit gedicht schreef hij "Al draag ik ijzeren schoenen ik zou niet aan je kunnen ontkomen"[1]. Een duidelijke verwijzing naar het schaatsen, dat in de middeleeuwen de snelste manier van voortbewegen was. De tekening Lidwina's val van Johannes Brugman toont de heilige Lidwina met schaatsen aan haar voeten. De houding van de schaatser op de achtergrond doet vermoeden dat er al schaatsen met een ijzeren onderkant werden gebruikt, maar veel meer informatie over het schoeisel is niet bekend.

### 19e eeuw

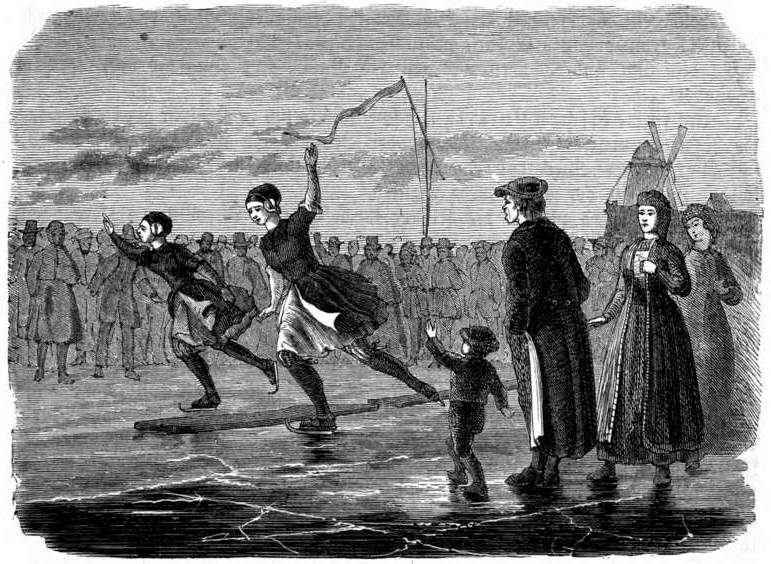
Afbeelding van Friese vrouwen uit Das festliche Jahr in Sitten, Gebräuchen und Festen der germanischen Völker, 1863

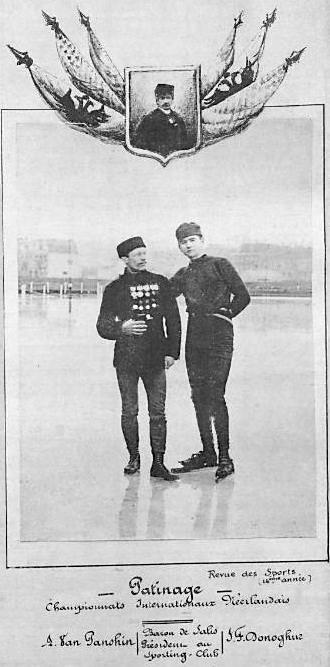
Nederland internationale Ice Skating Championships (L. Baron A. Van Panshin, R. J.F. Donoghue, januari 1889).

In de 19e eeuw waren er drie typen schaatsen: de Hollandse krulschaats, de Zuid-Hollandse baanschaats en de Friese schaats. De eerste twee werden gebruikt om te zwieren, de laatste was puur voor het hardrijden. Doordat de Friese schaats een scherpe punt had ontstonden er gevaarlijke situaties, waarna als gevolg van diverse verboden een krul aan de voorkant van het ijzer werd toegevoegd. Hierdoor werden de ijzers steeds langer, wat meer stabiliteit en dus een langere slag opleverde. Dit droeg bij aan de populariteit van dit schaatstype dat men Friese doorloper ging noemen.
Rond 1800 werden er al, met name in Friesland en Groningen kortebaanwedstrijden verreden. Hier was goed geld mee te verdienen. Op 17 september 1882 werd de Koninklijke Nederlandsche Schaatsenrijders Bond (KNSB) opgericht als overkoepelende organisatie voor het schaatsen. Tegenwoordig zijn het lange- en kortebaanschaatsen, shorttrack, kunstrijden, marathonschaatsen, schoonrijden, skaten en toerschaatsen vertegenwoordigd in de KNSB.

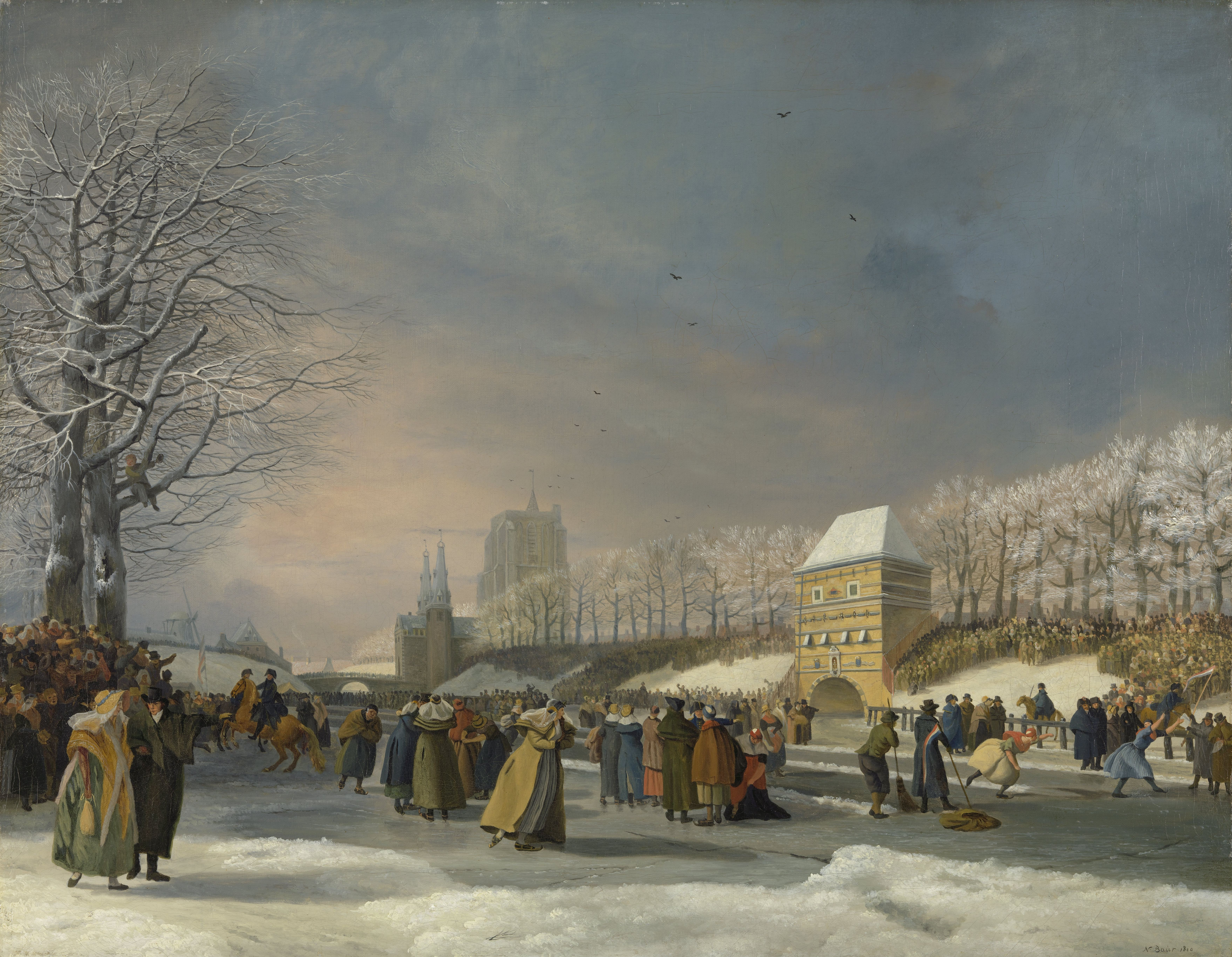
Schaatswedstrijd voor vrouwen (Leeuwarden, 1809)
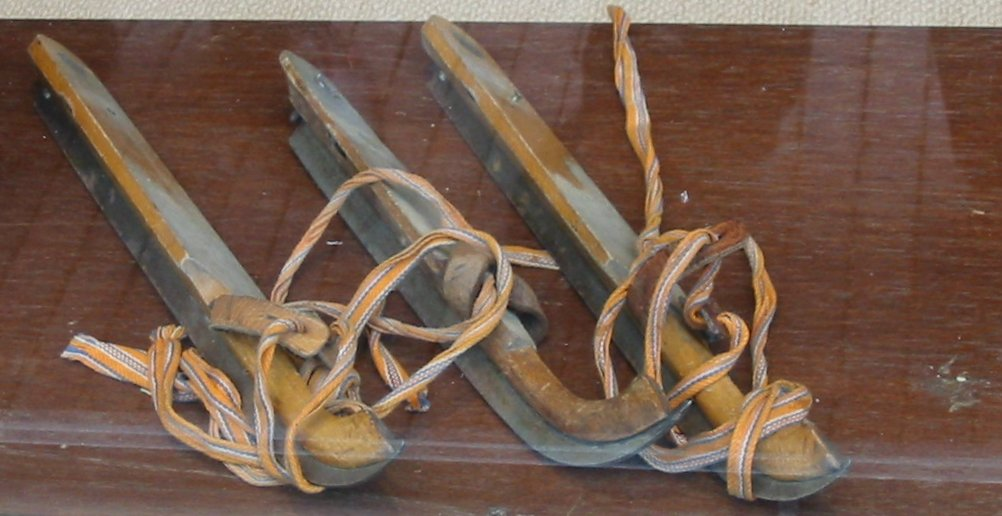
Friese schaatsen
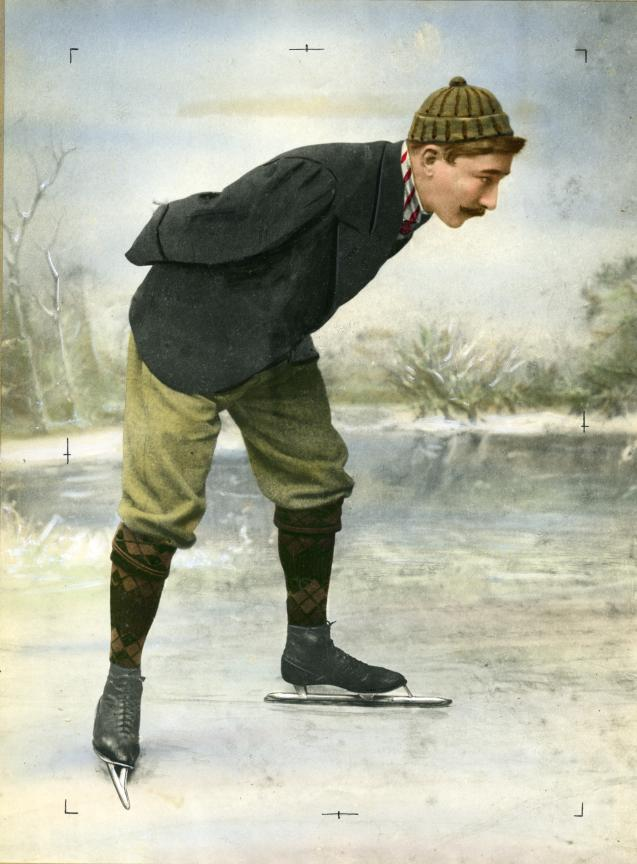
Jaap Eden op de schaats
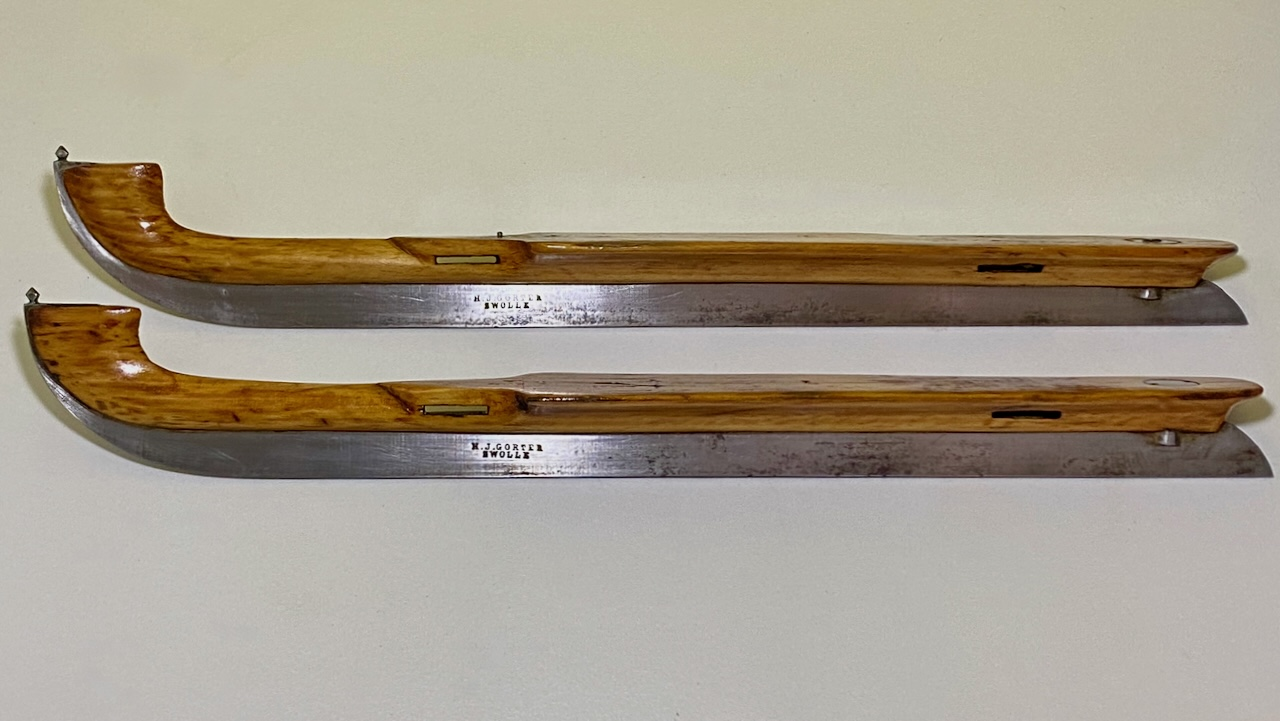
Friese Doorlopers van Hendrikus Jacobus Gorter, Zwolle, ca 1900

### 20e eeuw
In juli 1892 werd in Scheveningen besloten tot de oprichting van de Internationale Schaatsunie (ISU). Deze organisatie voldeed aan de behoefte aan internationale regels. Tijdens het eerste officiële wereldkampioenschap in 1893 werd Jaap Eden de eerste wereldkampioen hardrijden op de schaats. Drie jaar later volgen er ook wereldkampioenschappen kunstschaatsen. Pas in 1981 volgde shorttrack als derde discipline met een eigen WK.
Op technologisch gebied maakte de schaatssport ook grote ontwikkelingen door. Men ging steeds op zoek naar manieren om lucht- en ijsweerstand te verminderen. Hierin zijn drie belangrijke uitvindingen te herkennen:
- (Overdekte) kunstijsbanen
- Aerodynamische pakken: in de jaren zeventig reden schaatsers nog met losse wollen kleding, maar in de jaren daarna volgen gladde, aerodynamische pakken van onder meer nylon en kunststof.
- Klapschaats: op de Vrije Universiteit Amsterdam werd onder leiding van Gerrit Jan van Ingen Schenau een schaats uitgevonden waarvan het ijzer kon scharnieren, zodat het langer contact met het ijs hield. Dit leverde een aanzienlijke snelheidswinst op.

- Bioscoopjournaal uit 1946 met schaatsers op een natuurijsbaan (in Den Haag?) onder wie oud-minister van Binnenlandse Zaken mr. J.B. Kan.

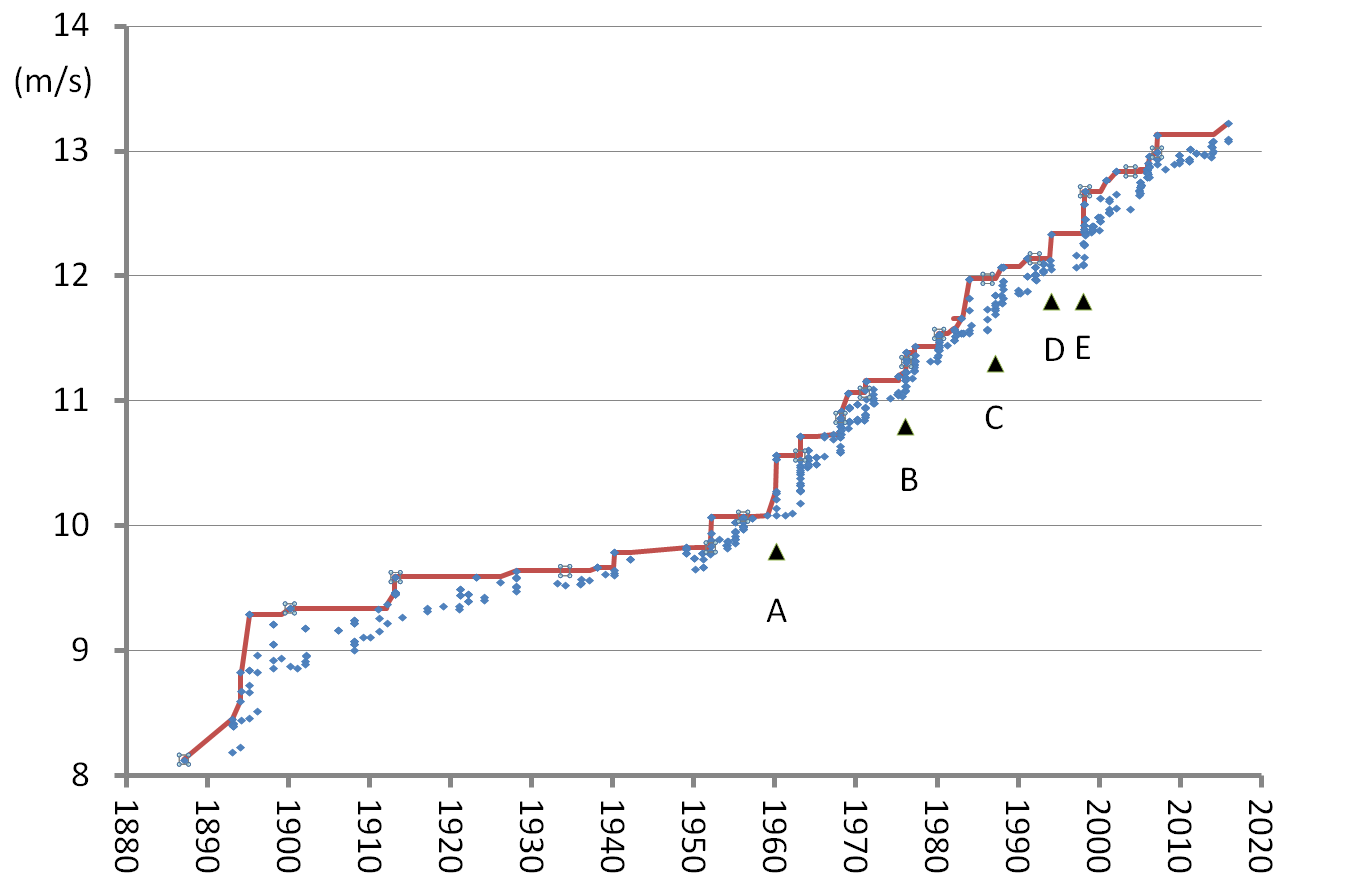
Grafiek met de ontwikkeling van de snelheid bij het langebaanschaatsen sinds de 19e eeuw

## Principe en techniek

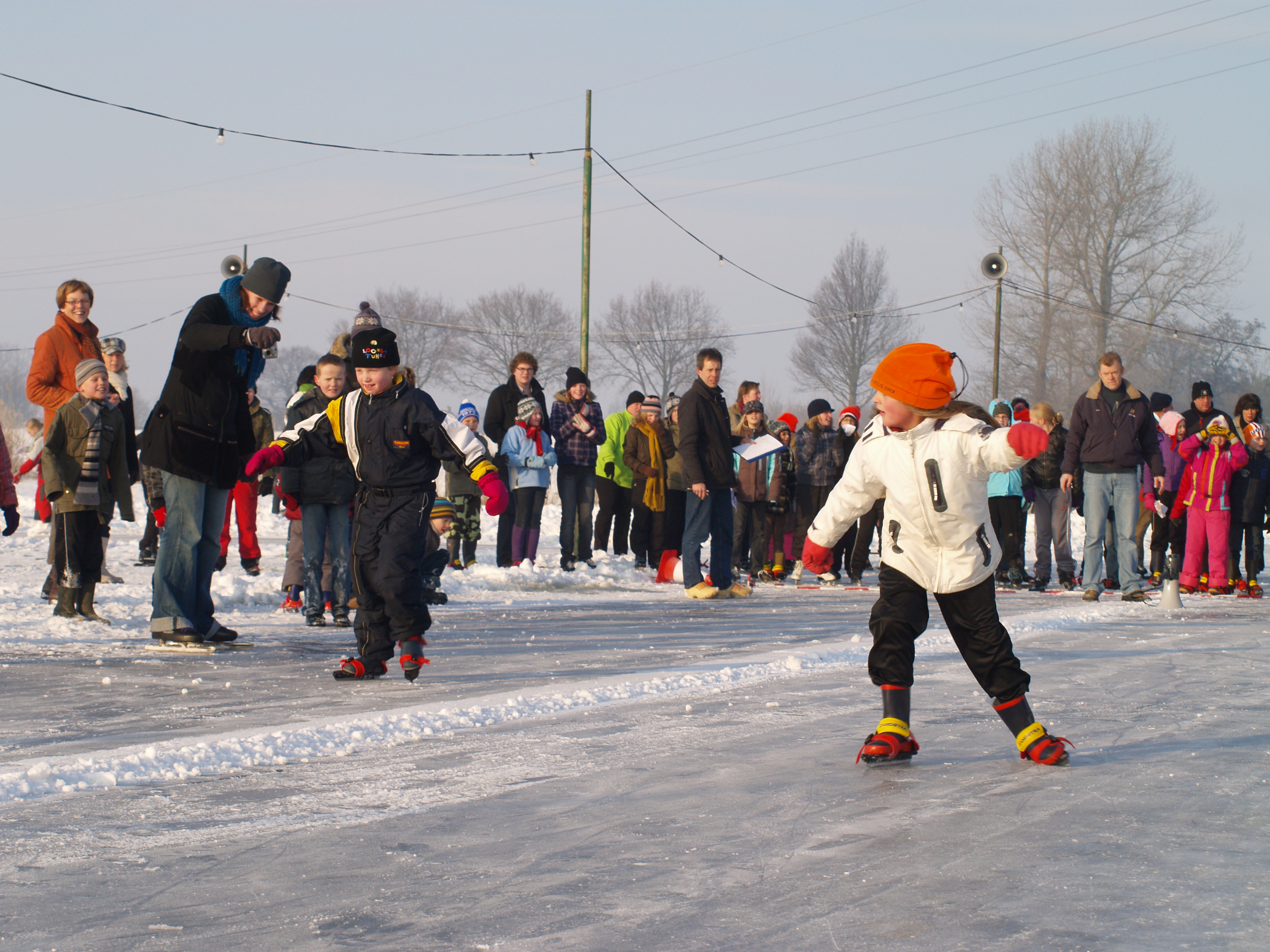
Veel Nederlanders schaatsen vanaf jonge tot op hoge leeftijd.
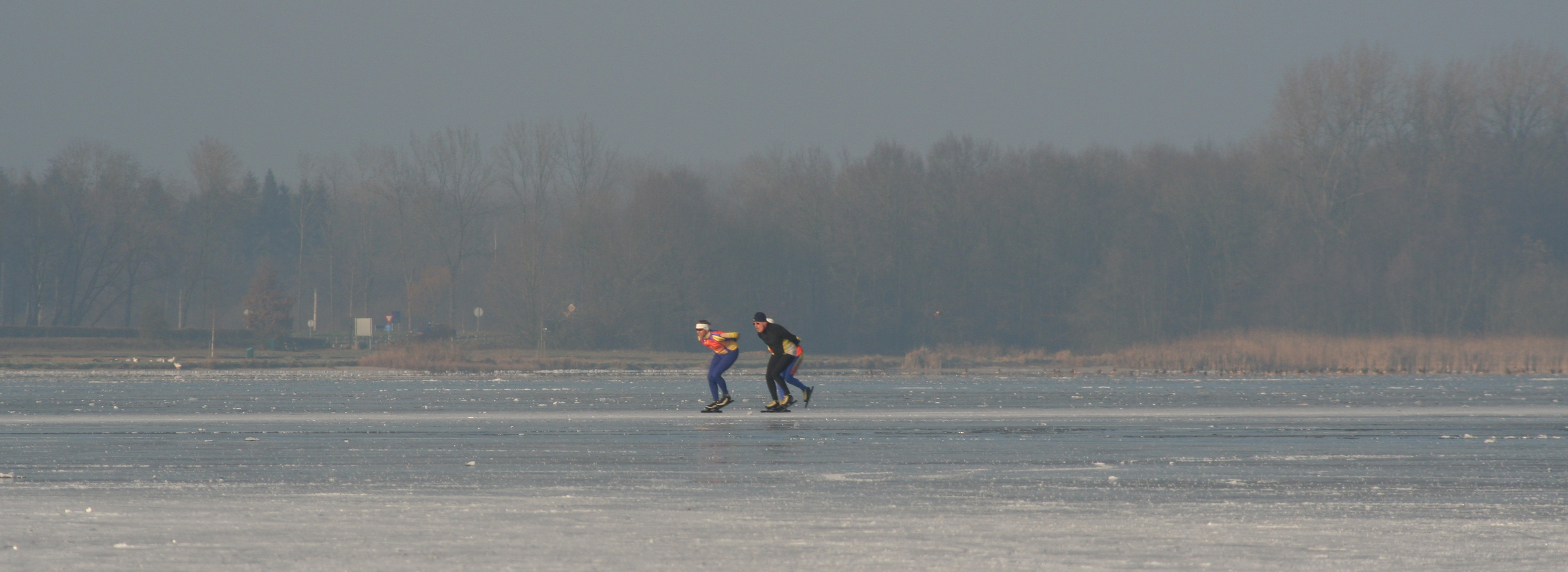
Schaatsers op natuurijs op het Drontermeer in december 2008.
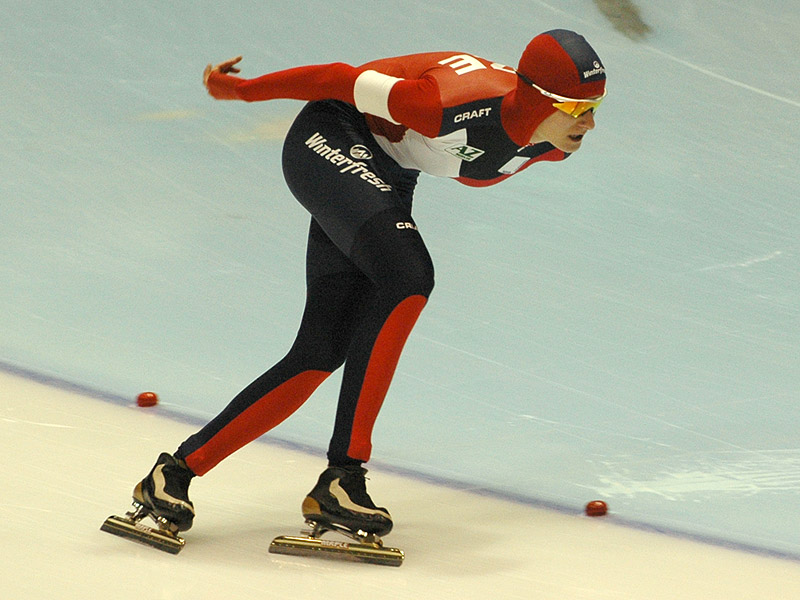
Martina Sáblíková tijdens het maken van een overstap

Schaatsen is mogelijk doordat zich bovenop het ijs, ondanks temperaturen onder het vriespunt, een zeer dun laagje water van enkele moleculen dik bevindt, waarop het ijzer van de schaats met zeer geringe wrijving over kan glijden. Een schaatser kan sturen door de schaats te kantelen, waardoor de rand van het ijzer in het ijs 'graaft'. Hierdoor verandert de wrijving en is het mogelijk om van richting te veranderen.
Een goed uitgevoerde schaatsslag is een vloeiende beweging waarbij de onderstaande stappen in elkaar overgaan:
1. Afzet met linkerbeen / valbeweging naar rechts
2. Neerzetten rechterbeen / achterlangs bijhalen linkerbeen
3. Afzet met rechterbeen / valbeweging naar links
4. Neerzetten linkerbeen / achterlangs bijhalen rechterbeen

Bovenstaande beweging wordt alleen gebruikt om rechtuit te schaatsen. Bij het nemen van een bocht maken schaatsers een zogenaamde overstap, ook wel pootje over genoemd. Hierbij wordt afgezet met rechterbeen, dat vervolgens voorlangs over het linkerbeen wordt geplaatst. Na het strekken van het linkerbeen wordt dit been naast het rechterbeen neergezet, waarna de cyclus weer opnieuw begint.

## Recreatief schaatsen

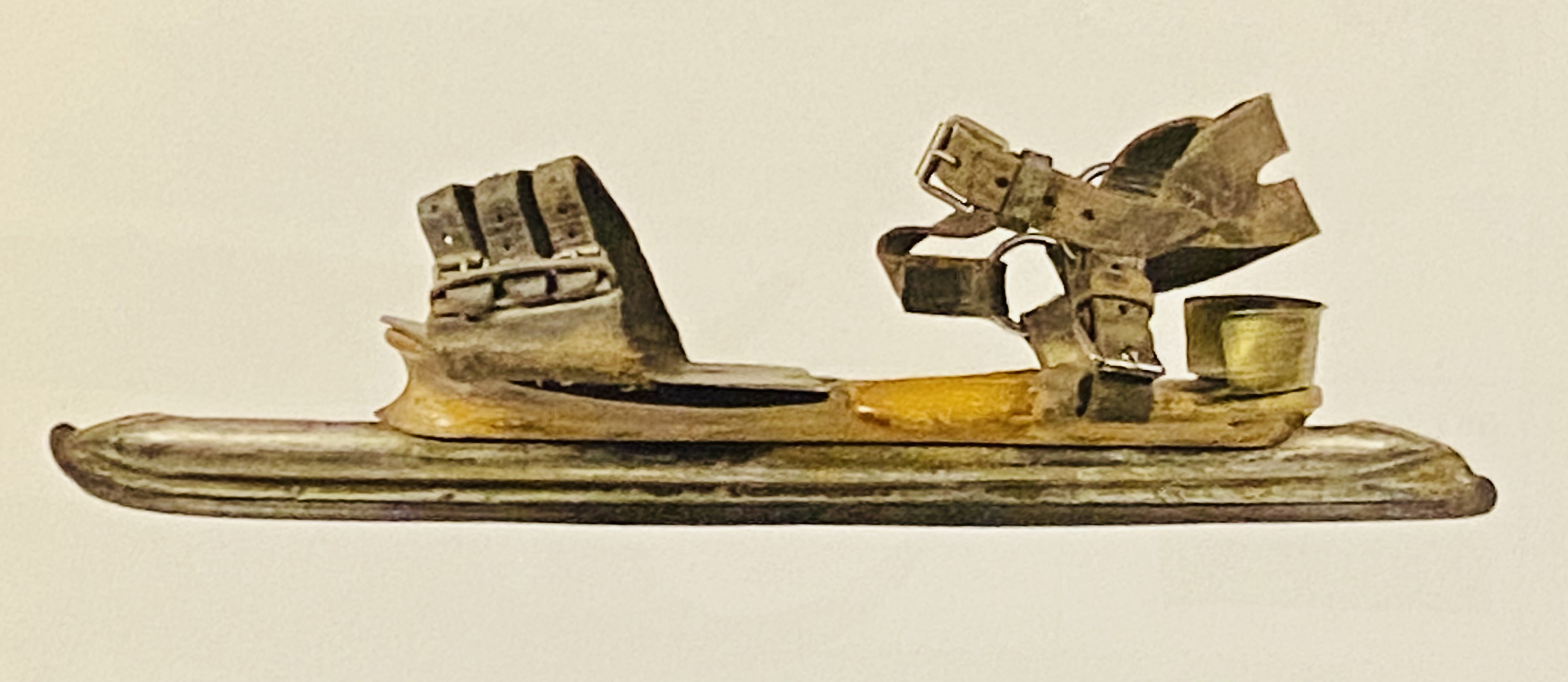
De Rodenhuis-Kingma-schaats uit 1896, vervaardigd in de Zwolse stoom schaatsenfabriek 'Hercules' van Henri Gorter

Wanneer men het in het Nederlands over schaatsen heeft, bedoelt men daarmee niet altijd "het hardrijden op de schaats", maar ook een prettige vrijetijdsbesteding op winterse dagen. Het is een van de oudste Nederlandse volkssporten en wordt van jongs af aan geleerd.
Wanneer het een paar dagen vriest en het ijs stevig is, geven Nederlandse scholen weleens "ijsvrij". Het is als volksvermaak een typisch Nederlands verschijnsel.
Een groot aantal schilders uit de lage landen hebben vanaf de middeleeuwen de winterse ijspret vastgelegd met kwast en verf.
Ook in andere landen van het noordelijk halfrond is schaatsen in trek, met name in Scandinavië (Zweden, Finland, Noorwegen). Schaatsen is daar echter een veel riskantere sport, omdat men niet over van tevoren gekeurde trajecten rijdt, omdat de wateren over het algemeen dieper zijn en veel afgelegener zijn (waardoor hulp zelden voorhanden is). Daarom heeft men daar extra uitrusting bij het schaatsen om zichzelf beter te kunnen redden.

### Ongebaande toertochten
De stichting Hollandse Lange Schaats Klub HLSK (www.hlsk.nl) was de eerste in 2008 die dit soort veilig schaatsen in Nederland introduceerde vanuit Zweden. In 2016 is de Nederlandse Toerschaats Vereniging NTSV (www.ntsv.nl) opgericht in verenigingsvorm. Zij ondersteunen het "ongebaand" veilig schaatsen op natuurijs, waarbij tijdens het schaatsen steeds wordt beoordeeld of het ijs veilig is om over te schaatsen. Meewindse dagtochten kunnen tot 130 km oplopen, maar zijn doorgaans 30–60 km. In Scandinavië zijn vele van deze toerclubs.

### Uitgezette (gebaande) toertochten

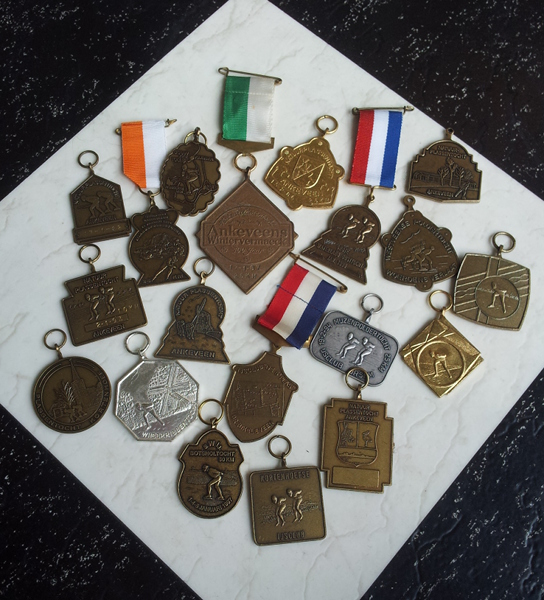
Toertochtmedailles

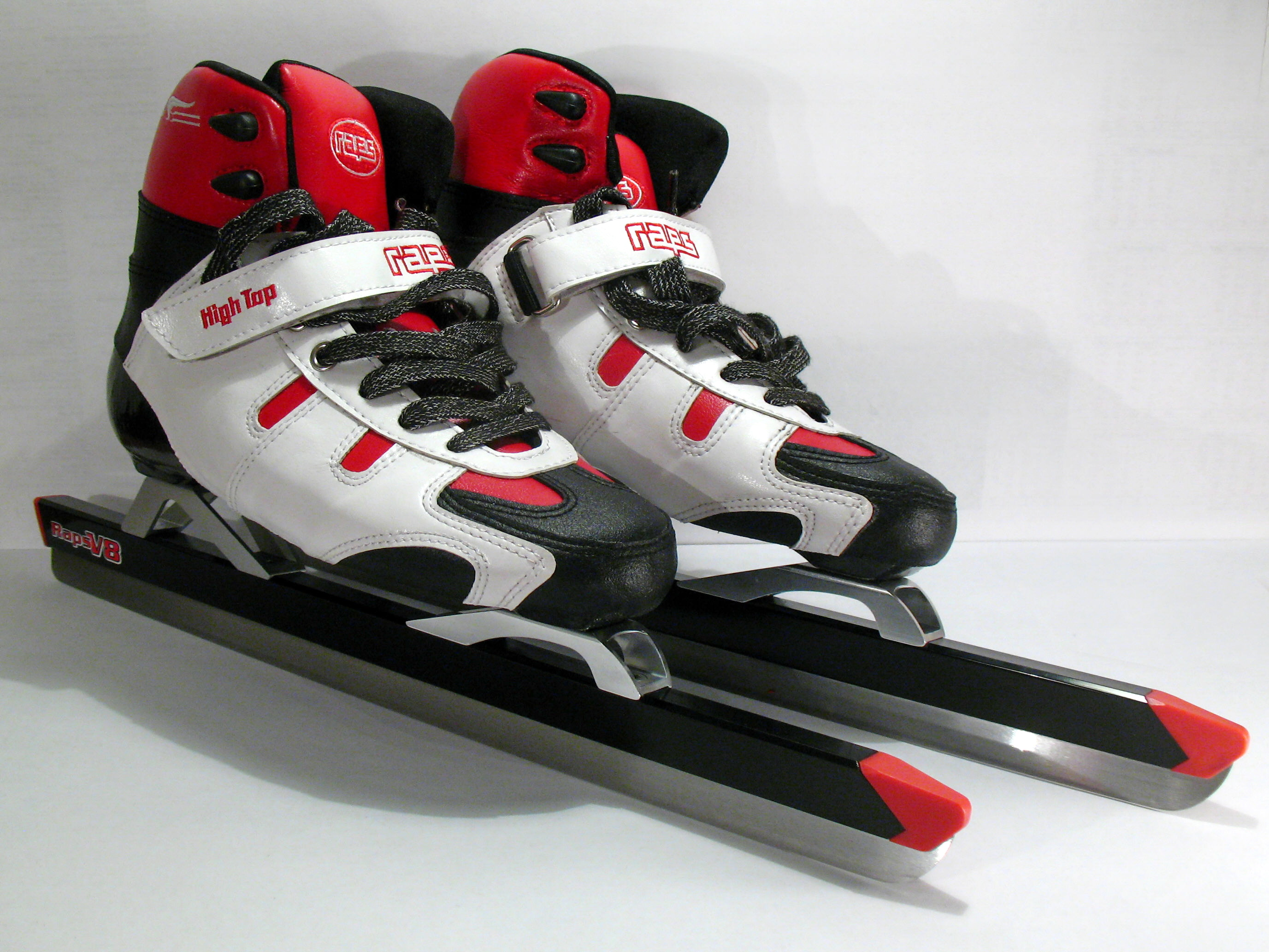
Toerschaats van Raps

Veel Nederlandse ijsclubs organiseren tijdens schaatswinters toertochten over plassen, meren, sloten en kanalen. Recreanten worden daarbij in de gelegenheid gesteld een tocht af te leggen langs een op ijsdikte en veiligheid gecontroleerde route (een "gebaande" route). De afstanden variëren van circa 10 tot circa 200 km. De tochten voeren soms door gebieden die anders niet of nauwelijks toegankelijk zijn.
Veelal krijgen betalende deelnemers, die onderweg op elk controlepunt een stempelkaart hebben laten afstempelen, na afloop een medaille overhandigd of toegestuurd. IJsclubs kunnen dergelijke tochten aanmelden bij de KNSB, die er dan ruchtbaarheid aan geeft. De KNSB stelt daarbij minimumeisen aan de ijskwaliteit.
Bekende tochten zijn onder meer de Hollands-Venetiëtocht (in en om Giethoorn), de Noorder Rondrit (in de provincie Groningen), de Rottemerentocht (Zevenhuizen) en de Elfstedentocht (Friesland). Een bijzondere tocht, die slechts zelden gereden kan worden, is die van Enkhuizen naar Stavoren en weer terug, dwars over het dichtgevroren IJsselmeer. In 1996 deden zo'n 35 à 40.000 schaatsers een poging.

## Wedstrijdschaatsen

### Kunstijs
De internationale schaatssport stond in de jaren 60 in het teken van de eerste technologische revolutie: het rijden op kunstijs. Sinds de opening van de eerste kunstijsbaan in 1960 en de eerste overdekte baan in 1985 wordt een groot deel van de schaatswedstrijden verreden op kunstijs. Enkele banen, die op grote hoogte of in koude gebieden liggen, bieden nog buitenijs aan, maar dit wordt ook kunstmatig bijgehouden. De schaatsbanen van Calgary en Salt Lake City zijn zogenoemde hooglandbanen. Deze liggen op meer dan 1000 meter boven de zeespiegel, waardoor de luchtdruk er lager is dan op andere (laagland)banen en er sneller gereden kan worden. De meeste wereldrecords zijn op een van beide banen gereden.
Op kunstijs onderscheidt men de onderstaande vormen van wedstrijdschaatsen. IJshockey is een aparte sport.

#### Langebaanschaatsen
De schaatsers rijden in paren op een baan van 400 meter. Er wordt per ronde gewisseld op het rechte stuk van baan. Tijden worden (meestal) elektronisch opgenomen. Bij allroundwedstrijden wordt op basis van de tijden op verschillende afstanden een klassement opgemaakt. Afstanden waarover langebaanwedstrijden verreden worden zijn 500, 1000, 1500, 3000, 5000 en 10.000 meter. Een relatief nieuwe discipline in het langebaanschaatsen is de ploegenachtervolging, waarbij twee teams van drie of vier rijders tegen elkaar rijden, waarbij de tijd van de laatste rijder telt. Sinds 2015 wordt ook de teamsprint verreden. Dit is de tweede niet-individuele afstand. Een team bestaat uit drie schaatsers, zij rijden drie rondes en na elke ronde moet er een rijder afvallen, er finisht dus maar een schaatser. De volgorde waarin de schaatsers rijden staat van tevoren vast en wordt aangegeven met de kleur van de armband (wit voor de eerste ronde, rood voor de tweede ronde, geel voor de laatste ronde). Ook is er sinds kort de Massastart, een soort minimarathon, waarbij alle rijders tegelijk starten en 16 rondes rijden met een aantal tussensprints. 
Samen met Noorwegen, Duitsland, Rusland, Verenigde Staten, Japan, Canada, China, Zuid-Korea en in mindere mate Italië, Finland, Oostenrijk, Polen, België en Frankrijk mag Nederland zich tot de grote schaatsnaties rekenen. In de jaren 90 van de vorige eeuw deden enkele Nederlanders namens andere landen mee. De bekendste was Bart Veldkamp die voor België uitkwam en voor dat land de eerste bronzen medaille op een olympische winterspelen zorgde.
Grote toernooien, voor zowel vrouwen als mannen, zijn:
- Nederlandse kampioenschappen (allround, per afstand, sprint)
- Europese kampioenschappen (allround, sprint)
- Wereldkampioenschappen (allround, sprint, per afstand)
- Olympische Winterspelen (per afstand)

Bij toernooien wordt een klassement opgemaakt aan de hand van de op het toernooi verreden afstanden. De langere afstanden worden hiervoor omgerekend naar tijd per 500 meter (in duizendsten) en daarna opgeteld. De 1500 meter wordt dus gedeeld door 3, de 5000 meter door 10 en de 10 kilometer door 20. Dit geldt ook voor sprintkampioenschappen. Op afstandskampioenschappen worden direct de gereden tijden met elkaar vergeleken.

#### Marathonschaatsen

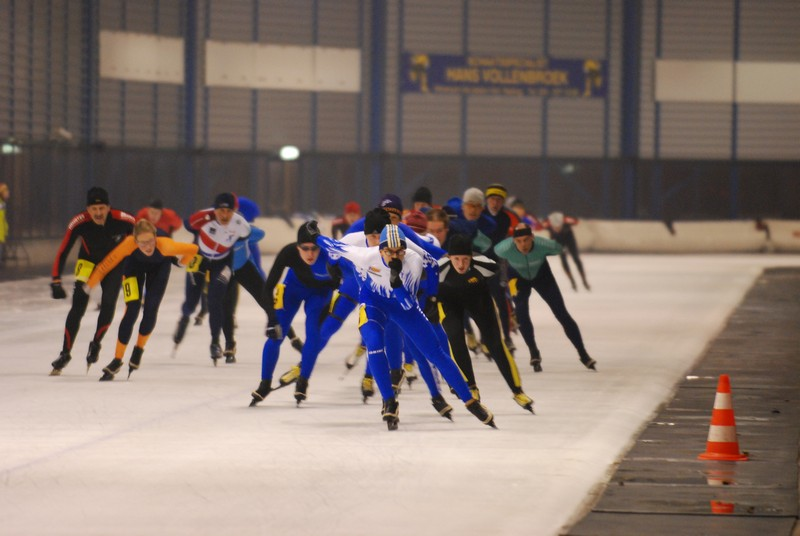
Marathonschaatsen

Sinds de 17e eeuw werden er al diverse tochten verreden op natuurijs. Aan het eind van de 20e eeuw ontstond er door het gebrek aan goed ijs de behoefte aan alternatieve wedstrijdmogelijkheden. In 1973 kwam de KNSB met een commissie die het marathonschaatsen verder moest uitwerken. Dit leidde tot de huidige vorm: schaatswedstrijden waaraan wordt deelgenomen door minimaal 5 deelnemers die allen tegelijk starten op een ijsbaan van minimaal 333,33 meter of een traject over minimaal een afstand langer dan 6,4 kilometer en maximaal 200 kilometer. Tegenwoordig wordt de KNSB Cup verreden, een cyclus van wedstrijden waarin rijders punten verzamelen voor het eindklassement.

#### Kortebaanschaatsen
Bij kortebaanschaatsen, niet te verwarren met shorttrack, worden wedstrijden verreden over 140 (vrouwen) en 160 (mannen) meter. Doordat kunstijsbanen sinds enige jaren geen plek meer hebben voor deze discipline was men volledig afhankelijk van natuurijs (vroeger hadden Haarlem en Heerenveen een z.g. "Kortebaanpoot"). De KNSB riep daarom de Supersprint in het leven, wedstrijden over 100 en 300 meter op een standaard ijsbaan van 400 meter lengte. Sinds kort is daar in Nederland verandering ingekomen met de opening van FlevOnice in Biddinghuizen. Hier kan men wel 160 meter rechtuit sprinten.

#### Shorttrack

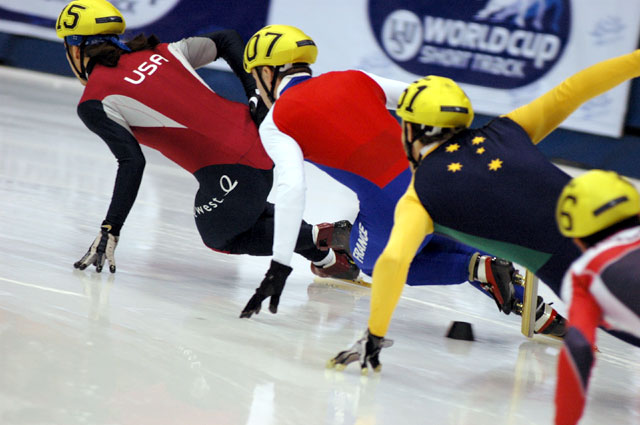
Apolo Anton Ohno, Thibaut Fauconnet, Mark McNee en Sergei Prankevitch in 2004 tijdens de World Cup Short Track in Saguenay.

Vier tot zes rijders starten naast elkaar op een ijshockeybaan van 111,12 meter lengte. De tijd is niet van belang, de twee rijders die als eerste de finish passeren gaan door naar de volgende ronde van een wedstrijd. Naast techniek en conditie hebben shorttrackers ook behendigheid, tactiek en acceleratievermogen nodig. De afstanden die verreden worden zijn de 500 (4 ½ ronde), 1000 (9 ronden) en 1500 meter (13 ½ ronde). Shorttrack staat bekend om spectaculaire inhaalacties, waarbij onder meer binnendoor en buitenom ingehaald wordt, vaak met de hand aan het ijs in de bochten.
Op internationaal niveau was er lange tijd sprake van Aziatische (China, Korea) en Noord-Amerikaanse (Verenigde Staten, Canada) landen die sterk rijden. In Europa zijn de sterkste landen Nederland, Rusland, Hongarije en Italië. Bij de Winterspelen in Sotsji haalde Sjinkie Knegt een bronzen medaille op de 1000 m en bij de Winterspelen van 2018 haalde Suzanne Schulting voor het eerst goud voor Nederland.
Belangrijke wedstrijden zijn onder meer:
- Nederlands kampioenschap
- Europees kampioenschap
- Wereldbeker
- Wereldkampioenschap (individueel)
- Wereldkampioenschap (teams)
- Olympische Winterspelen

#### Kunstschaatsen

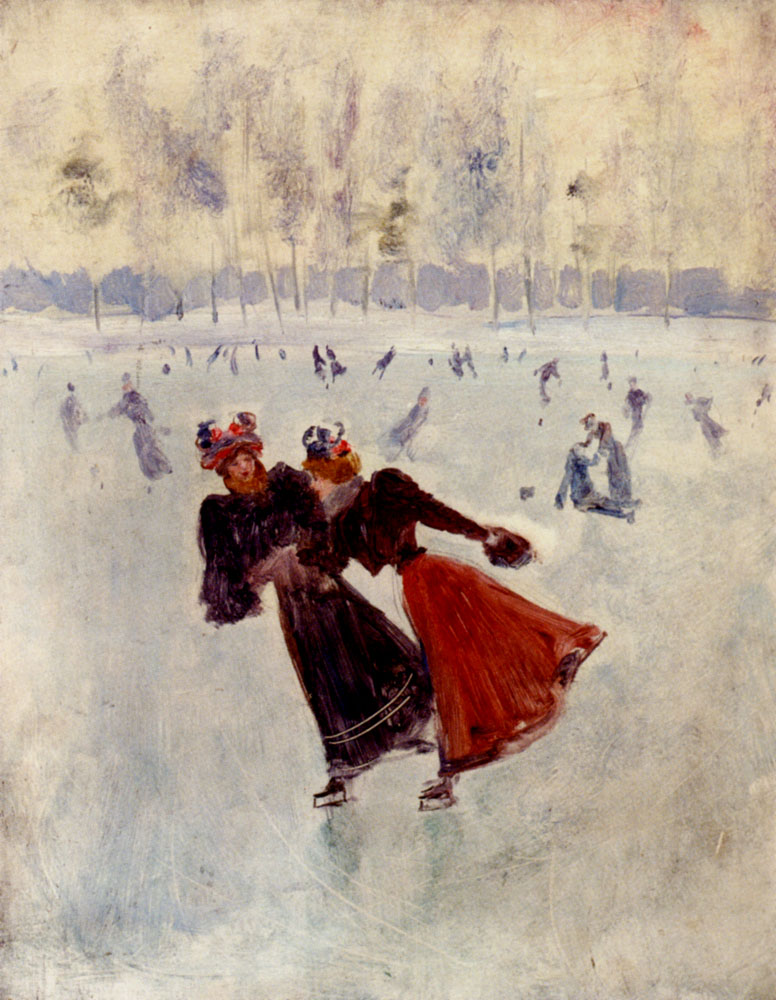
Schaatsende vrouwen, geschilderd door Jean Béraud (1849–1935).

Kunstschaatsers voeren tijdens een wedstrijd op muziek rotaties, sprongen en andere bewegingen uit op het ijs, individueel of in paren. Een jury beoordeelt de geleverde prestatie op de techniek, uitvoering en de moeilijkheidsgraad.

#### Schoonrijden
Schoonrijden ontstond rond 1875 en is een van de oudste vormen van het schaatsenrijden in Nederland. Bij schoonrijden gaat het erom om paarsgewijs een zo fraai mogelijk schaatsslag te laten zien.

### Natuurijs
De belangrijkste wedstrijden op natuurijs in Nederland zijn de Elfstedentocht, het Nederlands kampioenschap marathonschaatsen op natuurijs en de natuurijsklassiekers. Deze wedstrijden worden vanwege de afhankelijkheid van strenge winters zeer onregelmatig gereden.